# Dodson (Texas)
Pour les articles homonymes, voir Dodson.
Dodson est une petite ville située au sud-est du comté de Collingsworth, au Texas, aux États-Unis,. La ville est fondée en 1910.

## Démographie
Lors du recensement de 2010, la ville comptait une population de 109 habitants. Elle est estimée, le 1er juillet 2019, à 113 habitants.

### Source de la traduction
- (en) Cet article est partiellement ou en totalité issu de l’article de Wikipédia en anglais intitulé « Dodson, Texas » (voir la liste des auteurs).